# Condado de Szydłowiec
Condado de Szydłowiec (polaco: powiat szydłowiecki) é um powiat (condado) da Polónia, na voivodia de Mazóvia. A sede do condado é a cidade de Szydłowiec. Estende-se por uma área de 452,22 km², com 40 204 habitantes, segundo os censos de 2005, com uma densidade 88,9 hab/km².

## Divisões admistrativas
O condado possui:
Comunas urbana-rurais: Szydłowiec

## Demografia
População (dados de 30 de Junho de 2005):
|          | Total   | Total | Mulheres | Mulheres | Homens  | Homens |
| -------- | ------- | ----- | -------- | -------- | ------- | ------ |
|          | pessoas | %     | pessoas  | %        | pessoas | %      |
| Total    | 40 204  | 100   | 20 367   | 50,7     | 19 837  | 49,3   |
| Cidades  | 12 118  | 100   | 6140     | 50,7     | 5978    | 49,3   |
| Povoados | 28 086  | 100   | 14 227   | 50,7     | 13 859  | 49,3   |